# Aforia obesa
Aforia obesa es un especie de caracoles marinos de la familia Cochlespiridae, del sudoeste del Océano Atlántico.

## Etimología
El epíteto específico obesa viene del latín "obeso", refiriendose al grosor de la caracola.

## Descripción
Aforia obesa tiene caracola de hasta 34 milímetros de altura, con forma de huso. En los individuos jóvenes son translúcidas y van tomando color blanco tiza a medida que crecen.
Las cápsulas de huevos, de aproximadamente 0,74 milímetros, poseen forma de cúpula, solitarias y se encuentran adheridas al sustrato (generalmente corales del género Flabellum). Las paredes son de color blanco iridiscente resistentes, lisas y gruesas. 